# Alexei Alexandrowitsch Slepow
Alexei Alexandrowitsch Slepow (russisch Алексей Александрович Слепов; * 19. Dezember 1986 in Raduschny) ist ein russischer Biathlet und früherer Skilangläufer.
Alexei Slepow bestritt seit Dezember 2007 internationale Rennen im Skilanglauf. Zunächst wurde er in unterklassigen Rennen wie dem Eastern Europe Cup, dem Alpencup, dem Skilanglauf-Marathon-Cup und FIS-Rennen eingesetzt. Zwei FIS-Rennen konnte er gewinnen und 2011 in Syktywkar ein 15-Kilometer-Freistilrennen im Skilanglauf-Eastern-Europe-Cup. Im Januar 2010 kam er in Otepää zu seinem ersten Einsatz im Skilanglauf-Weltcup. Im Rennen über 15 Kilometer Klassisch wurde er 22. und gewann somit schon im ersten Rennen Punkte. In Rybinsk erreichte er wenig später mit Platz 14 im Verfolgungsrennen, sein bestes Ergebnis seiner insgesamt drei Weltcuprennen. Bei den russischen Meisterschaften 2010 gewann er in Syktyvkar das Rennen über 15 Kilometer Freistil. Eine weitere Medaille verpasste er ein Jahr später im 50-Kilometer-Freistilrennen in Rybinsk als Vierter.
Zur Saison 2011/12 wechselte Slepow zum Biathlonsport. Seine ersten Rennen bestritt er zum Saisonauftakt in Östersund und Idre im IBU-Cup. Mit den Plätzen 39 und 30 gewann er in seinen ersten Rennen sogleich Punkte. In der folgenden Saison erreichte der Russe in Beitostølen im Sprint hinter Julian Eberhard mit Rang zwei seine erste Top-Ten- und Podest-Platzierung. In Ostrow gewann er in der Saison mit einem Sprint und einer Verfolgung seine ersten Rennen in der zweithöchsten internationalen Rennserie des Biathlonsports. Danach kam er in Antholz zu seinem Debüt im Biathlon-Weltcup, wo er als 73. eines Sprints die Verfolgung verpasste und nicht überzeugte. Erst gegen Ende der Saison wurde er in Sotschi erneut eingesetzt und gewann als 27. eines Einzels erste Weltcuppunkte.
In der Saison 2013/14 gewann er die Gesamtwertung des IBU-Cups.

## Biathlon-Weltcup-Platzierungen
Die Tabelle zeigt alle Platzierungen (je nach Austragungsjahr einschließlich Olympische Spiele und Weltmeisterschaften).
- 1.–3. Platz: Anzahl der Podiumsplatzierungen
- Top 10: Anzahl der Platzierungen unter den ersten zehn (einschließlich Podium)
- Punkteränge: Anzahl der Platzierungen innerhalb der Punkteränge (einschließlich Podium und Top 10)
- Starts: Anzahl gelaufener Rennen in der jeweiligen Disziplin
- Staffel: inklusive Mixed- und Single-Mixed-Staffeln

| Platzierung              | Einzel | Sprint | Verfolgung | Massenstart | Staffel | Gesamt |
| ------------------------ | ------ | ------ | ---------- | ----------- | ------- | ------ |
| 1. Platz                 |        |        |            |             |         |        |
| 2. Platz                 |        |        |            |             |         |        |
| 3. Platz                 |        |        |            |             |         |        |
| Top 10                   |        | 2      |            |             | 2       | 4      |
| Punkteränge              | 1      | 10     | 10         | 4           | 2       | 27     |
| Starts                   | 2      | 17     | 12         | 4           | 2       | 37     |
| Stand: 31. Dezember 2021 |        |        |            |             |         |        |